# Троскач
Троскач је насеље у Србији у општини Сурдулица у Пчињском округу. Према попису из 2022. било је 2 становника.

## Географија
Село лежи на падинама Чемерника у изворишној челенци Џепске Реке и Гарванице, десне притоке Јужне Мораве. Најближа села Троскачу су Кијевац у сливу Врле, затим Мачкатица и Дањино Село. Троскач је једно од најразбијенихих села у Грделичкој Клисури. Подељено је на четири махале: Маликина, Доњи Троскач или Смудинска, Горњи Троскач или Влајкова и Лучишњак. Троскач је 1960. године је имао 71 дом.
Мештани Троскача обилују текућом и пијаћом водом. Познатији извори су: Попов Кладенац, Самоковска Долина, Цветанова Бара, Врло Присоје, Тужна Падина и др.
Поједини крајеви атара носе називе: Малићина Долина, Долина, Длабока или Ђелина Долина, Валошкина Долина, Трстачка Долина, Гарваница, Чемерник, Забојничко, Огоретине, Падине, Голема Пољана и Цветанове Баре.

## Старине
На саставу трију сеоских долина леже потеси Ливада, Река и Стојаново Присоје. На Ливади се види велика гомила ливеног гвожђа, заостала је од турског доба када су Турци у овом делу грделичке Клисуре имали самоков.
На граници између Троскача и Кијевца постоји место црквиште. После Првог светског рата ту је била подигнута капелица Св. Прокопија. Срушена је 1943. године. На томе Црквишту са гостима из околине приређује се сабор на дан Св.Прокопија.

## Демографија
У насељу Троскач живи 6 пунолетних становника, а просечна старост становништва износи 59,0 година (39,5 код мушкараца и 68,8 код жена). У насељу има 4 домаћинства, а просечан број чланова по домаћинству је 1,50.
Ово насеље је у потпуности насељено Србима (према попису из 2002. године).
|  |

| Демографија | Демографија | Демографија |
| Година      | Становника  | Становника  |
| ----------- | ----------- | ----------- |
| 1948.       | 430         |             |
| 1953.       | 137         |             |
| 1961.       | 115         |             |
| 1971.       | 108         |             |
| 1981.       | 64          |             |
| 1991.       | 36          | 36          |
| 2002.       | 6           | 6           |
| 2011.       | 3           |             |
| 2022.       | 2           |             |

| Етнички састав према попису из 2002.‍ | Етнички састав према попису из 2002.‍ | Етнички састав према попису из 2002.‍ | Етнички састав према попису из 2002.‍ | Етнички састав према попису из 2002.‍ |
| ------------------------------------ | ------------------------------------ | ------------------------------------ | ------------------------------------ | ------------------------------------ |
|                                      |                                      |                                      |                                      |                                      |
| Срби                                 | Срби                                 |                                      | 6                                    | 100,0%                               |

| Година пописа     | 1948. | 1953. | 1961. | 1971. | 1981. | 1991. | 2002. |
| ----------------- | ----- | ----- | ----- | ----- | ----- | ----- | ----- |
| Број домаћинстава | 71    | 26    | 27    | 32    | 21    | 14    | 4     |

| Број чланова      | 1 | 2 | 3 | 4 | 5 | 6 | 7 | 8 | 9 | 10 и више | Просек |
| ----------------- | - | - | - | - | - | - | - | - | - | --------- | ------ |
| Број домаћинстава | 3 | 0 | 1 | 0 | 0 | 0 | 0 | 0 | 0 | 0         | 1,50   |

| Пол    | Укупно | Неожењен/Неудата | Ожењен/Удата | Удовац/Удовица | Разведен/Разведена | Непознато |
| ------ | ------ | ---------------- | ------------ | -------------- | ------------------ | --------- |
| Мушки  | 2      | 2                | 0            | 0              | 0                  | 0         |
| Женски | 4      | 1                | 1            | 2              | 0                  | 0         |
| УКУПНО | 6      | 3                | 1            | 2              | 0                  | 0         |

| Пол    | Укупно                    | Пољопривреда, лов и шумарство | Рибарство                            | Вађење руде и камена | Прерађивачка индустрија       |
| ------ | ------------------------- | ----------------------------- | ------------------------------------ | -------------------- | ----------------------------- |
| Мушки  | 2                         | 1                             | 0                                    | 0                    | 0                             |
| Женски | 1                         | 1                             | 0                                    | 0                    | 0                             |
| УКУПНО | 3                         | 2                             | 0                                    | 0                    | 0                             |
| Пол    | Производња и снабдевање   | Грађевинарство                | Трговина                             | Хотели и ресторани   | Саобраћај, складиштење и везе |
| Мушки  | 0                         | 0                             | 1                                    | 0                    | 0                             |
| Женски | 0                         | 0                             | 0                                    | 0                    | 0                             |
| УКУПНО | 0                         | 0                             | 1                                    | 0                    | 0                             |
| Пол    | Финансијско посредовање   | Некретнине                    | Државна управа и одбрана             | Образовање           | Здравствени и социјални рад   |
| Мушки  | 0                         | 0                             | 0                                    | 0                    | 0                             |
| Женски | 0                         | 0                             | 0                                    | 0                    | 0                             |
| УКУПНО | 0                         | 0                             | 0                                    | 0                    | 0                             |
| Пол    | Остале услужне активности | Приватна домаћинства          | Екстериторијалне организације и тела | Непознато            | Непознато                     |
| Мушки  | 0                         | 0                             | 0                                    | 0                    | 0                             |
| Женски | 0                         | 0                             | 0                                    | 0                    | 0                             |
| УКУПНО | 0                         | 0                             | 0                                    | 0                    | 0                             |